# Richard Dertsch
Richard Dertsch (* 17. Januar 1894 in Ob, heute Gemeinde Bidingen, Landkreis Ostallgäu; † 14. Dezember 1981 in Kaufbeuren) war ein deutscher Historiker und Archivar.

## Leben
Nach dem Besuch des Gymnasiums in Kempten und Dillingen nahm Dertsch 1913 das Lehramtsstudium in den Fächern Germanistik, Geschichte und Anglistik an der Universität München auf. Seit 1913 war er Mitglied der katholischen Studentenverbindung KDStV Langobardia München. Am Ersten Weltkrieg nahm er zunächst als kriegsfreiwilliger Krankenpfleger teil, 1917 wurde er noch als Infanterist ausgebildet, kam jedoch nicht mehr an die Front. Nach Wiederaufnahme des Studiums Ende 1918 war er zeitweise im Freikorps Wolf am Kampf gegen revolutionäre Truppen in Bayerisch-Schwaben beteiligt. 1924 wurde er an der Universität München mit einer Dissertation über die Besiedlungsgeschichte des östlichen bayerischen Mittelschwabens promoviert.
Dertsch war seit 1926 am Stadtarchiv Mainz tätig. Zum 1. März 1930 trat er als erster Beamter der Stadt Mainz der NSDAP bei (Mitgliedsnummer 209.268) und wurde 1934 von den nunmehrigen Machthabern aus politischen Gründen an die Stelle des bisherigen Leiters der Mainzer Stadtbibliothek und des Stadtarchivs, Aloys Ruppel, gesetzt. Aufgrund seines aktiven Katholizismus kam es jedoch zu Konflikten zwischen Dertsch und dem NS-Regime. Als seine Mitarbeiterin Elisabeth Darapsky im Oktober 1943 wegen staatsfeindlicher Äußerungen verhaftet wurde, schrieb er ihr einen tröstenden Brief ins Gefängnis, woraufhin er mehrere Wochen in Haft genommen, schließlich seines Amtes enthoben und kommissarisch wieder durch Ruppel ersetzt wurde.
Nach Kriegsende bewarb er sich als Leiter des Stadtarchivs Freiburg im Breisgau bekam aber schließlich eine Stelle als Direktor des Stadtarchivs und der Stadtbibliothek in Kaufbeuren. Seitdem machte er sich vor allem durch Forschungen zu mittelalterlichen und frühneuzeitlichen Urkunden, Ortsnamen und Besiedlungsgeschichte des östlichen Schwaben einen Namen. Seine Regesten bilden bis heute eine der wichtigsten Grundlagen für die Erforschung der mittelalterlichen Geschichte der Region.
1966 wurde er vom Heimatbund Allgäu mit dem Allgäuer Ehrentaler geehrt, 1977 vom Verband bayerischer Geschichtsvereine mit der Aventinus-Medaille.
Dertsch war Mitglied der Kommission für bayerische Landesgeschichte bei der Bayerischen Akademie der Wissenschaften und seit 1949 Gründungsmitglied der Schwäbischen Forschungsgemeinschaft. Außerdem gehörte er dem Beirat der Görres-Gesellschaft, dem Vorstand des Vereins für Fränkische Kirchengeschichte und weiteren Vereinen und Organisationen an.

## Schriften
Siehe Adolf Layer: Veröffentlichungen von Richard Dertsch. Eine Bibliographie zu seinem 80. Geburtstag. In: Zeitschrift des Historischen Vereins für Schwaben und Neuburg 68 (1974), S. 193–203.

### Mainz
- Königskrönungen im Mainzer Dom. In: Mainzer Anzeiger, Sonder-Beilage zu Nr. 241 vom 15. Oktober 1928.
- Aus der Geschichte der Mainzer Metzgerzunft. In: Festbuch der 49. Tagung des Deutschen Fleischerverbandes 7. bis 12. Juli 1929 in Mainz. Mainz 1929, S. 35–48.
- Die Gründung des Mainzer Handelsstandes im 18. Jahrhundert. In: 50 Jahre A. u. E. Fischer in Mainz 1880–1930, Mainz 1930, S. 25–30.
- mit Heinrich Schrohe: Hundert Jahre J. B. Falk, Mainz, Metzgerei u. Wurstfabrikation, Betzelstr. 11: 1831–1931. Mainz 1931.
- Zur Mainzer Ortskunde. Die rheinseitige Stadtmauer und ihre Tore. In: Mainzer Zeitschrift 27 (1932), S. 55–58.
- Zur Frühgeschichte von Altmünster. In: Stadt und Stift. Beiträge zur Mainzer Geschichte. Festschrift für H. Schrohe, Mainz 1934, S. 37–52.
- mit Hans Knies: Mainzer Ahnenkunde: Nachweise des Archivs und der Bibliothek der Stadt Mainz. Stadtbibliothek, Mainz 1935.
- Geburtsbriefe des Mainzer Stadtarchivs aus heute hessischem Gebiet. In: Mitteilungen der Hessischen Familiengeschichtlichen Vereinigung 1938.
- Geburtsbriefe des Mainzer Stadtarchivs aus heute bayerischem Gebiet. In: Blätter des Bayerischen Landesvereins für Familienkunde Bd. 5, H. 7–9, 1936, S. 87–99.
- Das Pestjahr 1635 in Mainz. In: Beiträge zu Kunst und Geschichte des Mainzer Lebensraumes. Festschrift für Ernst Neeb. Mainz 1936, S. 134–142.
- Mainz zur Zeit Gutenbergs: Festvortrag gehalten bei der Eröffnungsfeier der Gutenberg-Festwoche der Stadt Mainz am 20. Juni 1937. (= Kleiner Druck der Gutenberg-Gesellschaft, 30). Gutenberg-Gesellschaft, Mainz 1937.
- Landwirtschaftliche Zählungen und Inventuren des 16. Jahrhunderts. Mainz 1940.
- Die Urkunden des Stadtarchivs Mainz. Regesten. 4 Teilbände (= Beiträge zur Geschichte der Stadt Mainz, Band 20, 1–4). Stadtarchiv Mainz 1962–1967.
- mit Elisabeth Darapsky: Urkunden des Pfarrarchivs von St. Ignaz in Mainz. Regesten (= Beiträge zur Geschichte der Stadt Mainz, Band 22, 2 [= Auszug aus Band 22]). Stadtarchiv Mainz, Mainz 1974.
- Schicksale der Stadtbibliothek und des Stadtarchivs zwischen 1925 und 1943. In: Mainzer Zeitschrift. Mittelrheinisches Jahrbuch für Archäologie, Geschichte und Kunst, Jahrgang 77/78, 1982/83, S. 165–170.

### Schwaben
- Die deutsche Besiedlung des östlichen bayerischen Mittelschwabens in ihren geschichtlichen Zügen. In: Archiv zur Geschichte des Hochstifts Augsburg, Bd. 6, 1925, S. 297–432. Zugleich: Dissertation Universität München 1924.
- Die ländliche Badestube im bayerischen Schwaben. In: Bayerischer Heimatschutz 21 (1925), S. 41–45.
- Das Kloster Weihenberg. In: Archiv für die Geschichte des Hochstifts Augsburg, Bd. 6, 1926, S. 505–540.
- Der Maierhof. In: Bayerischer Heimatschutz, 22, 1926, S. 71–77.
- Urkundenregesten zur Geschichte des Klosters Salmannshofen O.S.Fr. Augsburg, 1929, S. 737–744.
- Hexenglaube am Bodensee. In: Bayerischer Heimatschutz 1929, S. 65–71.
- mit Hanna Homann: Bevölkerungsgeschichte und Bevölkerungsbiologie von Tiefenbach bei Oberstdorf. In: Zeitschrift des Historischen Vereins für Schwaben und Neuburg 52, 1936, S. 169–226.
- Schwäbisches zur Volksforschung. In: Schwabenland 3, 1936, S. 165–188.
- Das Altenburger Urbar von 1569. (= Allgäuer Heimatbücher 9) Oechelhäuser, Kempten 1938.
- Das Füssener hochstiftische Urbar von 1398. Oechelhäuser, Kempten 1940 (= Alfred Weitnauer (Hrsg.): Alte Allgäuer Geschlechter 17 = Allgäuer Heimatbücher 22)
- Zu- und Abwanderungen in der Pflege Oberdorf 1576–1802. (= Alte Allgäuer Geschlechter 21 = Allgäuer Heimatbücher 31). Oechelhäuser, Kempten 1940.
- Das Stiftkemptische Salbuch von 1394. In: Allgäuer Geschichtsfreund 31, NF (1930), S. 1–61 (=Allgäuer Heimatbücher 37). Oechelhäuser, Kempten 1941.
- Tote eines Schweizer Kriegsspitals im Allgäu 1799/1800. In: Schweizer Familienforscher 14 (1947), S. 113–115.
- Schwäbische Siedlungsgeschichte. (= Schwäbische Heimatkunde 2). Schwabenverlag, Kempten 1949.
- Festschrift zum zwölfhundertjährigen Jubiläum des Heiligen Magnus. (Zusammenstellung; Hrsg.: Stadt Füssen). Stadt Füssen, Füssen 1950.
- Kurat Frank (1867–1942). In: Bayerischer Landesverein für Heimatpflege (Hrsg.): Schönere Heimat 40, 1951, S. 23–24.
- Landkreis Marktoberdorf. (= Kommission für Bayerische Landesgeschichte bei der Bayerischen Akademie der Wissenschaften (Hrsg.): Historisches Ortsnamenbuch von Bayern, Teil Schwaben, Bd. 1), München 1953, ISBN 3-7696-9865-7
- Das Urbar des Hochstifts Augsburg von 1366, mit dem Allgäuer Anteil des hochstiftischen Urbars 1427/31 (= Alfred Weitnauer (Hrsg.): Alte Allgäuer Geschlechter 28 = Allgäuer Heimatbücher 44). Oechelhäuser 1954, Kempten 1954. Hrsg. zusammen mit Alfred Weitnauer.
- Die Urkunden der Stadt Kaufbeuren (Stadt, Spital, Kloster) 1240–1500, Augsburg 1955 (= Veröffentlichungen der Schwäbischen Forschungsgemeinschaft bei der Kommission für Bayerische Landesgeschichte, Reihe 2a: Regesten staatlicher, städtischer und privater Archive, Band 3)
- Register der in den Namenslisten der Landeshuldigung von 1617 vorkommenden Familiennamen, Staatsarchiv Augsburg, Fürststift Kempten, Archiv (Signatur: B 97; Altsignatur: BayHStA, Fürststift Kempten/MüB 015a), 1955.
- Das Einwohnerbuch des Ottobeurer Klosterstaats vom Jahre 1564. (= Alfred Weitnauer (Hrsg.): Alte Allgäuer Geschlechter 34 = Allgäuer Geschichtsbücher 50). Oechelhäuser, Kempten1955
- Die stark flektierten genetivischen Ortsnamen im Allgäu und seiner Umgebung. In: Blätter für oberdeutsche Namenforschung (im Auftrag des Verbandes für Flurnamenforschung in Bayern)  1, Heft 1, 1958.
- Die Urkunden der Fürstl. Oettingischen Archive in Wallerstein und Oettingen 1197–1350, bearbeitet unter Mitarbeit von Gustav Wulz, Augsburg (= Veröffentlichungen der Schwäbischen Forschungsgemeinschaft, Reihe 2a: Urkunden und Regesten; 6), 1959.
- Reginald Freiherr von Ott aus Mitterteich. Ein Schulfall für erschwindelten Adel. In: Blätter des Bayerischen Landesvereins für Familienkunde Jg. 23, 1960, S. 303.
- Das Franziskanerinnenkloster in Kaufbeuren: kurze Geschichte des Klosters. In: Bavaria Franciscana antiqua, Band 5, Landshut 1961 (80 S.)
- Stadt- und Landkreis Kaufbeuren. (= Historisches Ortsnamenbuch von Bayern, Teil Schwaben, Bd. 3), München 1960, ISBN 3-7696-9867-3
- Ottobeuren und die Ortsnamen auf -beuren. In: Ottobeuren 764–1964. Beiträge zur Geschichte der Abtei. (= Studien und Mitteilungen zur Geschichte des Benediktinerordens und seiner Zweige, Sonderband 73). Kommissionsverlag Winfried-Werk, Augsburg 1964.
- Stadt- und Landkreis Kempten. (= Historisches Ortsnamenbuch von Bayern. Teil Schwaben. Bd. 5), München 1966, ISBN 3-7696-9869-X
- Die Sippe des heiligen Ulrich vom 10. bis zum 20. Jahrhundert. In: Jahrbuch des Vereins für Augsburger Bistumsgeschichte 4, 1970, S. 5–37.
- Das Wertinger Urbar des Johannes Langenmantel (um 1360). In: Jahrbuch des Historischen Vereins Dillingen an der Donau 74, 1972, S. 22–42.
- Peter Alois Gratz. In: Lebensbilder aus dem Bayerischen Schwaben, Bd. 10, Weißenhorn 1973, S. 191–216.
- Landkreis Sonthofen. (= Historisches Ortsnamenbuch von Bayern, Teil Schwaben, Bd. 7), München 1974, ISBN 3-7696-9871-1.
- Römische Reisewege im Allgäu. In: Allgäuer Geschichtsfreund, 77, 1977.
- Das Kaufbeurer Tänzelfest – eine Richtigstellung. In: Allgäuer Geschichtsfreund 80, 1980.
- Zur Geschichte der Kaufbeurer Landschaft. In: Kaufbeurer Geschichtsblätter Jg. 11, Bd. 5, Kaufbeuren 1988, S. 188–193.
- Die von Trefern in Unterroth. In: Genealogie 1992, H. 1–2, S. 33–36.